# HEY2
Potenciador cabeludo  de divisão relacionado com a proteína 2 (HEY2) do motivo YRPW , também conhecida como fator de hélice-laço-hélice cardiovascular 1 (CHF1), é uma proteína que em humanos é codificada pelo gene HEY2.

## Mecanismo
Esta proteína forma homo ou heterodímeros que se localizam no núcleo e interagem com um complexo de histona desacetilase para reprimir a transcrição. Durante o desenvolvimento embrionário, esse mecanismo é usado para controlar o número de células que se desenvolvem em células progenitoras cardíacas e células do miocárdio.  A relação é inversamente relacionada, portanto, à medida que o número de células que expressam o gene Hey2 aumenta, mais CHF1 está presente para reprimir a transcrição e o número de células que assumem um destino miocárdico diminui.

## Expressão
A expressão do gene Hey2 é induzida pela via de sinalização Notch. Nesse mecanismo, as células adjacentes se ligam por meio de receptores notch transmembrana. Dois genes semelhantes e redundantes em camundongos são necessários para o desenvolvimento cardiovascular embrionário e também estão implicados na neurogênese e somitogênese. Variantes de transcritos emendados alternativos foram encontrados, mas sua validade biológica não foi determinada.

## Estudos de nocaute
O gene Hey2 está envolvido na formação do sistema cardiovascular e, especialmente, do próprio coração. Embora estudos não tenham sido conduzidos sobre os efeitos de um mau funcionamento na expressão de Hey2 em humanos, experimentos feitos com ratos sugerem que esse gene pode ser responsável por uma série de defeitos cardíacos. Usando uma técnica de nocaute de gene, os cientistas desativaram os genes Hey1 e Hey2 de camundongos. Quando apenas o gene Hey1 foi nocauteado, nenhuma mudança fenotípica aparente ocorreu, sugerindo que esses dois genes carregam informações semelhantes e redundantes para o desenvolvimento do coração.

## Significado clínico
Variantes comuns de SCN5A, SCN10A e HEY2 (este gene) estão associadas à síndrome de Brugada.

## Interações
Foi demonstrado que o HEY2 interage com o Sirtuin 1  e o co-repressor do receptor nuclear 1.